# 타마러우
타마러우 또는 민도로물소(Bubalus mindorensis)는 소과에 속하는 종으로, 필리핀 민다나오섬에 서식하는 고유종이다. 심각한 멸종위기종이며, 과거에는 루손섬에도 서식한 것으로 믿어진다. 서식지 상실과 남획등의 복합적인 요소로 수가 많이 줄었다.